# 小鱗突吻鱈
小鱗突吻鱈，為輻鰭魚綱鱈形目鼠尾鱈科的其中一種，分布於大西洋茅利塔尼亞外海至中洋脊、東太平洋阿拉斯加至加州南部海域，體長可達62公分，屬深海底棲性魚類，深度610-4000公尺，棲息在底層水域，生活習性不明。

## 扩展阅读
維基物種上的相關：小鱗突吻鱈